# 비탈리 마카로프
비탈리 발레리예비치 마카로프(러시아어: Вита́лий Вале́рьевич Мака́ров, 1974년 6월 23일~)는 러시아의 유도 선수이다. 2004년 하계 올림픽 남자 라이트급에서 은메달을 획득했으며, 2001년 세계 선수권 대회에서 금메달을 획득했다.